# Edwin Grünvogel
Edwin Grünvogel (* 27. Februar 1890 in Heidenheim an der Brenz; † 11. September 1970 in Munderkingen) war ein deutscher Lehrer, Geologe und Naturschützer.

## Leben und Wirken
Edwin Grünvogel war Sohn eines Försters. Er studierte an der Technischen Hochschule Stuttgart und der Universität Tübingen, wo er 1913 an der Naturwissenschaftlichen Fakultät mit einer Arbeit über „Geologische Untersuchungen auf der Hohenzollernalb“ den Doktorgrad erwarb. Im Ersten Weltkrieg diente er als Wehrgeologe im Elsass. Danach begab er sich in den Schuldienst, wo er an der „Latein- und Realschule“, später Graf-Zeppelin-Gymnasium, in Friedrichshafen Biologie und Chemie lehrte, zuletzt als Studiendirektor.
Daneben schrieb Grünvogel Aufsätze zur Geologie des Bodenseeraumes und führte Exkursionen zu geologischen Themen durch, etwa im Rahmen der Volkshochschule oder für den Verein für Geschichte des Bodensees und seiner Umgebung. Grünvogel gehörte dem Vorstand dieses Vereins an und begutachtete die naturwissenschaftlichen Manuskripte für die Schriften des Vereins für Geschichte des Bodensees und seiner Umgebung, wofür er 1968 zum Ehrenmitglied ernannt wurde.

## Schriften
- Rheinische Gräben südlich des Bodensees verglichen mit dem Oberrheintalgraben. In: Museumsverein-Jahrbuch. Bregenz 1960, S. 21–43.
- Der Gesteinsbau westlich der Bregenzer Ach von Schwarzenberg bis Au. In: Schriften des Vereins für Geschichte des Bodensees und seiner Umgebung, Band 77, 1959, S. 94–114. Digitalisat
- Zur Talgeschichte der Bodenseezuflüsse Rotach, Schussen und Argen auf Grund ihres Gefälls. In: Schriften des Vereins für Geschichte des Bodensees und seiner Umgebung, Band 76, 1958, S. 103–151. Digitalisat
- Zur geologischen Geschichte des geschützten Landschaftsteils Liebenau. In: Veröffentlichungen der Landesstelle für Naturschutz und Landschaftspflege Baden-Württemberg und der württembergischen Bezirksstellen in Stuttgart und Tübingen. Ludwigsburg 1958, S. 158–164.
- Eine merkwürdige Eisbildung nördlich von Langenargen. In: Schriften des Vereins für Geschichte des Bodensees und seiner Umgebung, Band 75, 1957, S. 153–159. Digitalisat
- Der Gesteinsbau des Tals der Ebniter Ach nördlich von Schanerloch und sein Einfluß auf den Weg des Flusses. In: Museumsverein-Jahrbuch. Bregenz 1957, S. 315–325.
- Die erdgeschichtliche Entstehung der Bodenseelandschaft. In: Schwäbische Heimat, Band 8, 1957, S. 55–62.
- Der eiszeitliche Stausee von Ravensburg und die Entstehung von Bodensee, Argen und Schussen. In: Schwäbische Heimat, Band 7, 1956, S. 139–142.
- Die beiden Wangener (und die drei Tettnanger) Rückzugsstände des Würmgletschers östlich der Schussensenke. In: Schriften des Vereins für Geschichte des Bodensees und seiner Umgebung, Band 74, 1956, 91–120. Digitalisat
- Nochmals der Würmgletscher östlich der Schussensenke. In: Schriften des Vereins für Geschichte des Bodensees und seiner Umgebung, Band 73, 1955, S. 137–192. Digitalisat
- Stromlinien eines würmeiszeitlichen Rheingletscher-Vorstoßes östlich der Schussensenke. In: Jahreshefte des Vereins für vaterländische Naturkunde in Württemberg, Band 109, 1954, S. 35–46.
- Über die Drumlins des würmeiszeitlichen Rheingletschers östlich der Schussensenke. In: Bayerisches Geologisches Landesamt (Hrsg.): Zum Quartär der Alpen und des Alpenvorlands. München 1953, S. 154–163.
- Wie ist der heutige Bodensee entstanden? In: Schwäbische Heimat, Band 2, 1951, S. 139–142.
- Südoberschwäbische Glazialprobleme. In: Schriften des Vereins für Geschichte des Bodensees und seiner Umgebung, Band 70, 1951, S. 55–196. Digitalisat
- Der geologische Bau der Umgebung von Dornbirn. Zur Einführung in die Exkursion Gütle-Schanerloch. Auszug aus einem Vortrag vom 28. Mai 1938. In: Jahresberichte und Mitteilungen des Oberrheinischen Geologischen Vereins, Band N. F. 29, 1940, S. 41–45.
- Altes und Neues über die Eiszeit. In: Heimatkundliche Mitteilungen, Band 3, 1939, Heft 1, S. 1 ff., und Heft 2, S. 27–35.
- Geologische Untersuchungen auf der Hohenzollernalb. Ellwangen 1914, 78 S., 3 Taf.